# Эттингсгаузен, Андреас фон
Барон Андреас фон Эттингсгаузен (или Эттингсхаузен, нем. Andreas von Ettingshausen; 1796—1878) — австрийский математик и физик. 
Один из первых членов (1847) и первый генеральный секретарь Венской Императорской академии наук, член Немецкого общества естествоиспытателей «Леопольдина» (1862).

## Биография и научная деятельность
Родился в Гейдельберге в семье генерал-майора. В 1817 году закончил Венский университет, где изучал физику и математику. В 1819 году стал профессором физики Инсбрукского университета; два года спустя вернулся в Вену как профессор высшей математики Венского университета. Его лекции, высоко оценённые специалистами, были опубликованы в 1827 году в двух томах.
В области математики он издал монографию по комбинаторному анализу (1826), где предложил ставшие стандартными обозначения биномиальных коэффициентов (или, что то же, числа сочетаний): {\displaystyle {\tbinom {n}{k}}}. В 1834 году Андреас фон Эттингсгаузен возглавил кафедру физики.
Одним из первых сконструировал промышленный электрогенератор,  в 1839 году стал первым в Австрии энтузиастом дагерротипии.
В 1853 году он был назначен на пост директора физического института в Вене. В 1866 году подал в отставку; скончался в 1878 году.

## Почести и память
В 1913 году в честь учёного была названа улица Ettingshausengasse в Вене (район Дёблинг).

## Основные труды
- Die combinatorische Analysis (Вена, 1826)
- Vorlesungen über die höhere Mathematik (Bена, 1827)
- Die Principien der heutigen Physik (Вена, 1857).
- Anfangsgründe der Physik (4-е изд., Вена, 1860)

См. список недавних переизданий.